# Hardy Boys (serie)
I fratelli Frank e Joe Hardy sono gli Hardy Boys, personaggi di fantasia protagonisti di diverse serie di gialli per bambini e adolescenti. 
La serie ruota attorno ai due ragazzi che agiscono come investigatori dilettanti, risolvendo casi che hanno sconcertato le loro controparti adulte. I personaggi furono creati dallo scrittore americano Edward Stratemeyer, il fondatore della società di confezionamento di libri Stratemeyer Syndicate. I libri stessi furono scritti da diversi ghostwriter sotto lo pseudonimo collettivo Franklin W. Dixon.
Gli Hardy Boys si sono evoluti dal loro debutto nel 1927. A partire dal 1959, i libri furono ampiamente rivisti, in parte per eliminare gli stereotipi razziali. I libri sono stati anche riscritti in uno stile più semplice per competere con la televisione. Alcuni critici sostengono che gli Hardy Boys sono cambiati nel tempo, diventando affluent e rispettosi della legge "agenti della classe dominante degli adulti". In molti si sono lamentati della perdita del più ricco stile descrittivo prebellico, ma hanno visto gli aggiornamenti come un tentativo di modernizzare le storie. Lamentele simili sono state fatte per gli aggiornamenti di Nancy Drew, la controparte femminile della serie.
Una nuova serie Hardy Boys, la Hardy Boys Casefiles, venne creata nel 1987 e presentava omicidi, violenza e spionaggio internazionale. La serie originale "Hardy Boys Mystery Stories" si è conclusa nel 2005. Una nuova serie, Undercover Brothers, è stata lanciata lo stesso anno, con versioni aggiornate dei personaggi che raccontano le loro avventure in prima persona. Undercover Brothers è terminata nel 2012 ed è stata sostituita nel 2013 da The Hardy Boys Adventures, anch'essa narrata in prima persona.
Attraverso tutti questi cambiamenti, i personaggi sono rimasti popolari; i libri vendono più di un milione di copie all'anno, vengono pubblicati diversi nuovi volumi ogni anno e le avventure sono state tradotte in più di 25 lingue. I ragazzi sono stati protagonisti di cinque spettacoli televisivi e diversi videogiochi e hanno contribuito a promuovere prodotti come il lunchbox e i jeans. I critici hanno molte spiegazioni sulla longevità dei personaggi, suggerendo che gli Hardy Boys incarnano il semplice desiderio di realizzazione, ideali americani di fanciullezza e mascolinità, un padre rispettato che paradossalmente si dimostra meno efficiente dei figli, e la possibilità del trionfo del bene sul male.
In Italia gli Hardy Boys furono pubblicati nella famosa serie Il Giallo dei Ragazzi, una collana editoriale di tascabili per ragazzi della casa editrice Mondadori, iniziata nel 1970 e terminata nel 1984.

## Premessa
Gli Hardy Boys, Frank e Joe Hardy, sono fratelli adolescenti e detective dilettanti. Frank ha diciotto anni (sedici nelle prime versioni) e Joe ha diciassette anni (quindici nelle prime versioni). Vivono nella città di Bayport a Barmet Bay con il padre, il detective Fenton Hardy; la loro madre, Laura Hardy; e la loro zia Gertrude. I fratelli frequentano il liceo a Bayport, dove sono della stessa classe, ma la scuola è raramente menzionata nei libri e non ostacola mai la loro soluzione dei misteri. Nelle storie più vecchie, i misteri dei ragazzi sono spesso legati ai casi confidenziali del padre. A volte chiede la loro assistenza, mentre altre volte inciampano su cattivi e incidenti rilevanti. 

## Creazione dei personaggi
I personaggi furono concepiti nel 1926 da Edward Stratemeyer, fondatore della società di book-packaging Stratemeyer Syndicate. Stratemeyer presentò la serie agli editori Grosset & Dunlap e suggerì che i ragazzi fossero chiamati Keene Boys, Scott Boys, Hart Boys o Bixby Boys. Gli editori di Grosset & Dunlap hanno approvato il progetto, ma, per ragioni sconosciute, hanno scelto il nome "The Hardy Boys". I primi tre titoli furono pubblicati nel 1927 e furono un successo immediato: a metà del 1929 erano stati venduti oltre 115.000 libri. La serie ebbe così successo che Stratemeyer creò Nancy Drew come controparte femminile degli Hardys.

### Ghostwriters

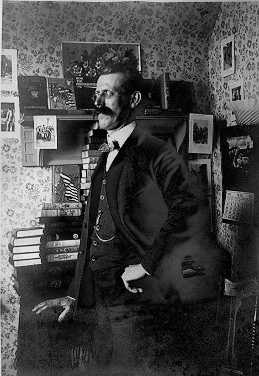
Edward Stratemeyer, creatore degli Hardy Boys e fondatore del Stratemeyer Syndicate

Ogni volume è scritto da un ghostwriter sotto lo pseudonimo di Franklin W. Dixon. In conformità con le consuetudini della produzione in serie della Stratemeyer Syndicate, i ghostwriter per la Syndicate hanno firmato contratti che a volte sono stati interpretati nel senso che richiedono agli autori di firmare tutti i diritti di autore o royalties future. I contratti stabilivano che gli autori non potevano usare i loro pseudonimi dello Stratemeyer Syndicate indipendentemente dal Syndicate. All'inizio, i ghostwriters venivano pagati una commissione di $ 125, "approssimativamente equivalente ai salari di due mesi per un tipico giornalista, il principale lavoro quotidiano dei fantasmi del sindacato." Durante la Grande depressione questa commissione fu ridotta, prima a $ 100 e successivamente a $ 75. Tutti i diritti d'autore sono andati al Syndicate; tutta la corrispondenza con l'editore veniva gestita attraverso un ufficio di Stratemeyer Syndicate e il Syndicate era in grado di arruolare la cooperazione delle biblioteche nel nascondere i nomi dei ghostwriter.

## Evoluzione dei personaggi
Gli Hardy Boys hanno subito molte permutazioni nel corso degli anni. A partire dal 1959, i libri sono stati ampiamente rivisti e alcuni commentatori hanno scoperto che i personaggi degli Hardy sono cambiati nel processo. I commentatori a volte vedono anche differenze tra gli Hardy Boys delle originali Hardy Boys Mystery Stories e gli Hardy Boys dei Hardy Boys Casefiles o la nuova serie Undercover Brothers.

## Libri
La serie di libri più longeva che presenta gli Hardy Boys sono le Hardy Boys Mystery Stories, a volte chiamate anche Hardy Boys Mysteries.

### Pubblicazioni internazionali
I libri degli Hardy Boys sono stati ampiamente ristampati nel Regno Unito, con nuove illustrazioni e copertine. Le avventure degli Hardys sono state anche tradotte in oltre venticinque lingue, tra cui norvegese, svedese, spagnolo, islandese, ebraico, francese, tedesco, giapponese, russo, malese ed italiano. I libri sono ampiamente letti in India, e la giapponese Kyoto Sangyo University ha elencato ventun libri di Hardy Boys nella sua lista di lettura per matricole negli anni '90.

## Televisione
Fra il 1956 e il 1957 la ABC trasmette la serie The Hardy Boys, prodotta dalla Walt Disney, veniva trasmessa all'interno del programma The Mickey Mouse Club.
Fra il 1976 e il 1979 negli Stati Uniti vengono trasmesse tre stagioni della serie Nel tunnel dei misteri con Nancy Drew e gli Hardy Boys (The Hardy Boys/Nancy Drew Mysteries), conosciuta anche come I misteri di Nancy Drew. La serie era incentrata fra gli Hardy Boys e Nancy Drew
Nel 2020 viene trasmessa sul canale televisivo statunitense Hulu la serie The Hardy Boys, una serie televisiva drammatica, basata sulla saga letteraria degli Hardy Boys.
Nella serie "Only murders in the Building" durante la prima stagione ci sono molti collegamenti e riferimenti agli Hardy Boys